# 环戊丙酸诺龙
环戊丙酸诺龙（英語：或nandrolone cipionate，商品名有：Anabo、Depo-Nortestonate、Dynabol、Nortestrionate、Pluropon、Sterocrinolo，化学名：19-去甲睾酮-17β-环戊丙酸酯，19-nortestosterone 17β-cyclopentanepropionate）是一种有机化合物，分子式C26H38O3，可看作19-去甲睾酮（诺龙）的17β位置3-环戊基丙酸酯，属于雄激素酯类同化類固醇。